# Ermanno Carlotto (1918)
Ermanno Carlotto − włoska kanonierka rzeczna z okresu II wojny światowej, zbudowana przez stocznię Shanghai Dock and Engineering Company.
Okręt wyposażono w dwa kotły typu Yarrow, dostarczające parę do maszyn o mocy 810 kW (1100 KM). Jego dwie śruby pracowały w tunelach, co dawało maksymalne korzyści z małego zanurzenia jednostki. Okręt został przydzielony do włoskiej Bazy Kolonialnej Dalekiego Wschodu i stacjonował w Szanghaju. 9 września 1943, po kapitulacji Włoch przed siłami aliantów, aby zabezpieczyć go przed zajęciem przez Japończyków, został zatopiony przez własną załogę. Podniesiony i wyremontowany, 15 października tego samego roku został wcielony do floty japońskiej pod nazwą "Narumi". Do kapitulacji Japonii w 1945, kanonierka była używana na wodach chińskich. Przekazana Chinom została przemianowana na "Kian Kun" i w 1949 zajęta przez komunistów. Złomowana w latach 60. Okręt nazwano na cześć oficera Regia Marina – Ermanno Carlotto.